# Ernest Hauswirth

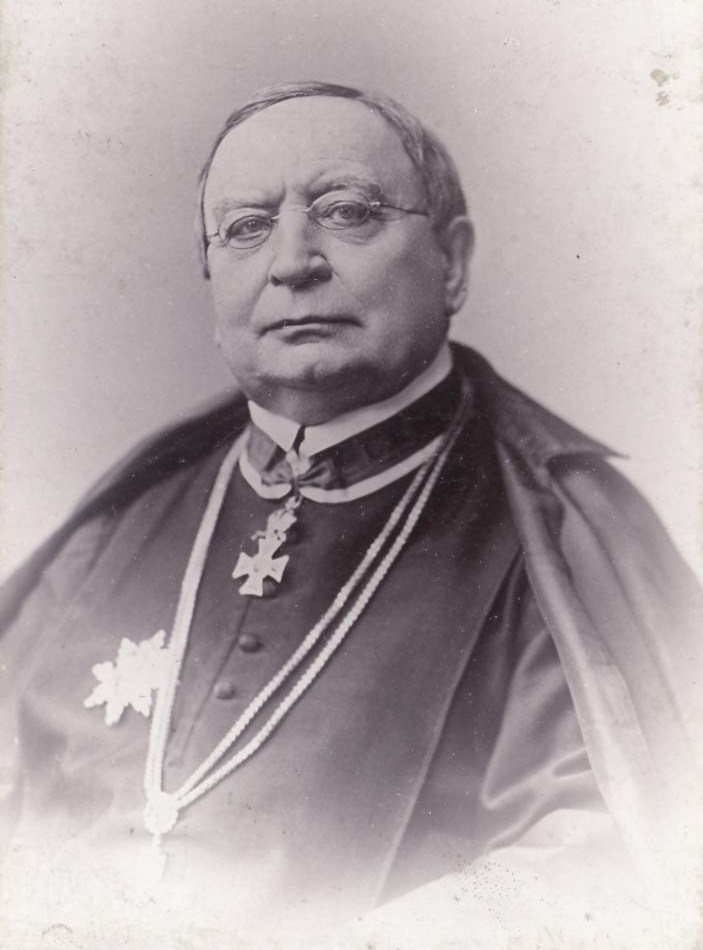
Abt Ernest Hauswirth

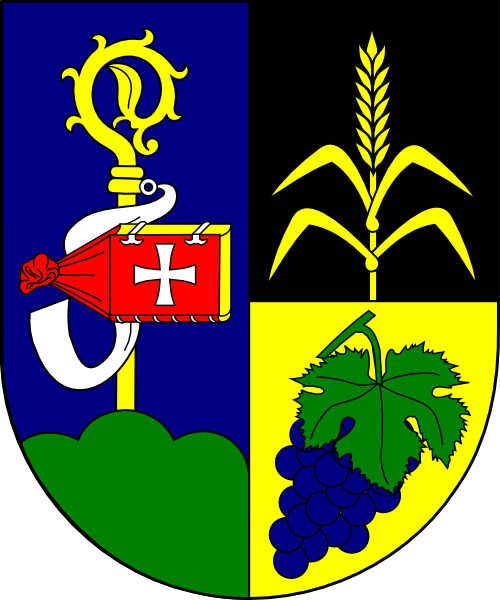
Wappen des Abtes

Ernest Hauswirth OSB (* 25. September 1818 in Rausenbruck bei Znaim, Mähren; † 4. März 1901 in Wien; eigentlich Gabriel Hauswirth) war ein österreichischer Benediktiner, Historiker sowie Abt des Wiener Schottenstiftes.

## Leben
Hauswirth, eines von elf Kindern einer mährischen Bauernfamilie, trat nach dem Besuch des Wiener Schottengymnasiums 1838 in die Schottenabtei ein und absolvierte das Studium der Theologie an der Universität Wien. 1843 wurde er zum Priester geweiht, 1847 promovierte er zum Doktor der Theologie. An der Katholisch-Theologischen Fakultät hielt er als Supplent Vorlesungen aus Kirchengeschichte (1845/1846) und Moral (1847/1848 und 1848/1849); 1852 war er Dekan der Fakultät. Von 1848 bis 1878 unterrichtete Hauswirth Religion und Geschichte am Schottengymnasium. Im Kloster wurde er ab 1852 außerdem mit dem Amt des Stiftsarchivars betraut; in dieser Funktion verfasste er eine umfassende Hausgeschichte und besorgte die Edition aller Urkunden des Stiftes von der Gründung bis 1418 – zwei auch heute noch maßgebliche Werke zur Stiftsgeschichte.
Nach dem Tod Othmar Helferstorfers wurde Hauswirth 1881 zum Abt des Schottenstiftes gewählt. Eine seiner ersten Amtshandlungen war die Abtretung der ungarischen Abtei Telki, deren Eigentümer das Schottenstift seit 1702 gewesen war. Außerdem entwickelte er eine rege Bautätigkeit: Er ließ das Innere der Schottenkirche nach den Plänen von Max Haas und Heinrich Ferstel umgestalten (1883–1887) und das Monument zu Ehren des Stiftsgründers Heinrich II. Jasomirgott an der Fassade der Kirche errichten. In Eggendorf im Thale und Enzersdorf im Thale veranlasste er den Neubau der Pfarrkirchen.
1884 wurde Hauswirth zum Mitglied des Herrenhauses auf Lebenszeit berufen. Zudem war er Komtur mit dem Stern des Franz-Joseph-Ordens und Kommandeur des Leopold-Ordens.

## Werke
- Abriß einer Geschichte der Benedictiner-Abtei U.L.F. zu den Schotten in Wien. Wien 1858.
- Urkunden der Benedictiner-Abtei Unserer Lieben Frau zu den Schotten in Wien. Vom Jahre 1158 bis 1418 (= Fontes Rerum Austriacarum II/18). Wien 1859.